# Кредитная нота
Кредитная нота (CLN — англ. Credit-linked note) — производный финансовый инструмент, аналогичный облигации, вид облигации, привязанной к кредитному договору. С её помощью банк получает возможность управлять кредитными рисками путём рефинансирования выданного кредита и передавать связанные с ним риски третьим лицам — инвесторам.

## Договор об участии в кредитном риске
Кредитная нота обеспечивает определенный вид договора, заключаемого банком с инвесторами, — договора об участии в кредитном риске. Заключая договор об участии в кредитном риске, банк, предоставивший кредит заемщику, получает возможность передать третьему лицу (инвестору) права на долю в этом займе, а также часть рисков, связанных с полным или частичным невыполнением обязательств заемщика по кредиту, выданному банком. Оформление такого договора происходит путём выдачи ценной бумаги — кредитной ноты, которая в последующем может торговаться на фондовом рынке. Таким образом, у банка появляется возможность дробить большие и рискованные кредиты на мелкие части и продавать их по отдельности сторонним инвесторам.
По договору участия в кредитном риске размер денежных обязательств банка не может превышать суммы размера выплат, производимых заемщиком по кредитному договору. Выполнение обязательств банком перед участниками договора может обеспечиваться залогом права требования банка по кредитному договору.
Договор залога считается заключенным с момента возникновения у первого владельца прав на кредитные ноты, но не ранее возникновения у эмитента прав на получение выплат от заемщика.

## Ответственность за погашение кредита
Банк может выступать одновременно кредитором и организатором выпуска кредитных нот, но в любом случае выдающий кредит банк не несет кредитных рисков заемщика, так как фактически продает их инвесторам, покупающим кредитные ноты и соответственно принимающим на себя кредитные риски банка в отношении заемщика.
В случае невыполнения или ненадлежащего выполнения обязательств по договору участия в кредитном риске эмитентом кредитных нот (банком), права требований эмитента кредитных нот по кредитному договору, являющихся предметом залога, подлежат реализации по письменному требованию любого из владельцев кредитных нот.
При этом конечным ответственным лицом за погашение кредита и выполнение обязательства по погашению кредитных нот, в том числе в случае наступления кредитного события, является заемщик. В случае если до наступления срока погашения кредита не случится кредитного события, например, обязательства по кредиту не будут выполнены или заемщик будет признан банкротом, то кредитные ноты будут погашены по номинальной стоимости. В случае если кредитное событие все-таки произошло, кредитные ноты будут погашены досрочно по номинальной стоимости, уменьшенной на компенсационную величину, которая может быть определена как разница между номиналом ноты и стоимостью обязательства после наступления кредитного события.

## Структура инструмента
В структуру кредитной ноты (CLN) входит кредитный дефолтный своп (CDS, Credit Default Swap).
Таким образом, кредитная нота — эмиссионная ценная бумага, платежи по которой определяются CDS.

### Пример использования
Работает этот инструмент следующим образом:
есть инвестор А в состав его портфеля входят облигации эмитента Х. Он покупает CDS (Credit Default Swap), чтобы застраховать себя, в случае дефолта эмитента облигаций. С другой стороны есть инвестор В, который страхует инвестора А (является продавцом CDS), и в случае дефолта получает облигации, равные первоначальной стоимости вложений, но теряет 100 % вложенных денежных средств. Между ними выступает банк С (эмитент кредитной ноты). Деньги В находятся в банке, и в случае дефолта эмитента облигаций Х, банк выплачивает А 100 % стоимости облигаций и передает дефолтные облигации клиенту В.

## Преимущества
Преимущества выпуска кредитных нот иностранными банками для заемщика, в отличие от традиционных кредитов, является отсутствие обеспечения, так как одним из препятствий на пути к получению кредита зачастую становится требование банка о предоставлении залога, ипотеки недвижимого имущества, поручительства. Выпуск кредитных нот характеризуется относительной быстротой проведения операции. Это в свою очередь связано с менее жесткими по сравнению, например, с еврооблигациями требованиями о предоставлении финансовой отчетности по международным стандартам и раскрытии информации. При выпуске CLN не требуется получение компанией международного кредитного рейтинга и листинга на иностранных фондовых биржах. Кроме того, выпуская кредитные ноты, заемщик становится более известным среди иностранных инвесторов и при дальнейшем возможном планировании выпуска еврооблигаций и выхода на IPO уже будет иметь международную кредитную историю и опыт внешних заимствований.
Несложная технология выпуска CLN дает возможность преобразовывать необеспеченные кредиты, выданные в соответствии с законодательством любой страны в CLN по английскому праву, а такие инструменты пользуются большей популярностью у инвесторов, чем инструменты, подчиняющиеся юридическому праву других стран.